# Henan (socken i Kina, Inre Mongoliet)
Henan (kinesiska: 河南, 河南乡) är en socken i Kina. Den ligger i den autonoma regionen Inre Mongoliet, i den norra delen av landet, omkring 410 kilometer sydväst om regionhuvudstaden Hohhot.
Genomsnittlig årsnederbörd är 586 millimeter. Den regnigaste månaden är juli, med i genomsnitt 181 mm nederbörd, och den torraste är december, med 2 mm nederbörd.